# Alois Wildner
Alois Wildner (8. května 1824 Praha-Nové Město – 11. října 1901 Královské Vinohrady) byl český litograf a rytec, spolumajitel tiskárny Jan Mittag a Alois Wildner.

## Život
Narodil se v rodině celního úředníka Josefa Wildnera (1792–1853) a jeho manželky Františky, rozené Kirschové (1789–1847) jako jeden z jejich osmi potomků. V roce 1840 (provizorní diplom 1837) vystudoval pražskou Akademii. V té době pracoval jako rytec.
Alois Wildner byl ženat, manželka se jmenovala Františka, rozená Wolfová (1833–1890). Manželé Wildnerovi měli syna a dceru.
Zemřel 11. října 1901 na Královských Vinohradech u Prahy. Pohřben byl na Olšanech.

## Dílo
Alois Wildner tvořil rozmanité rytiny podle cizích předloh.

### Tiskárna Mittag a Wildner
Tiskárna byla založena roku 1860, druhým společníkem byl Johann Theodor Mittag (*1829 v Drážďanech). Stála na rohu Václavského náměstí a dnešní Opletalovy ulice (tehdejší Mariánská), specializovala se na veduty českých měst, kartografické materiály, portréty a užitkové tisky (diplomy apod.). Dosahovala nejen výborné kvality svých produktů, ale vychovala též řadu vynikajících litografů. Mezi ně patřil např. vynálezce heliogravury Karel Klíč nebo malíř a fotograf Jan Adolf Brandeis. Litografii se zde učil i Václav Brožík a další. Po smrti Theodora Mittaga vedl Alois Wildner firmu pod svým jménem, ta utrpěla ztráty a v roce 1895 na ni byl vyhlášen konkurs

## Galerie

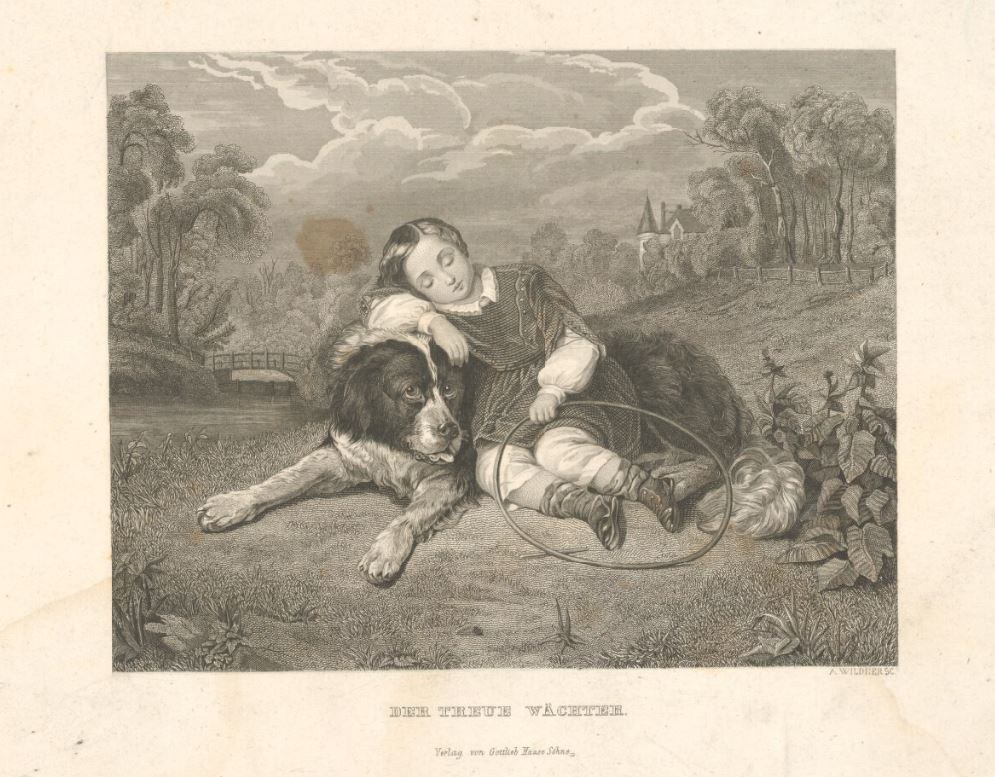
Alois Wildner (rytina, autor kresby neuveden): Věrný strážce
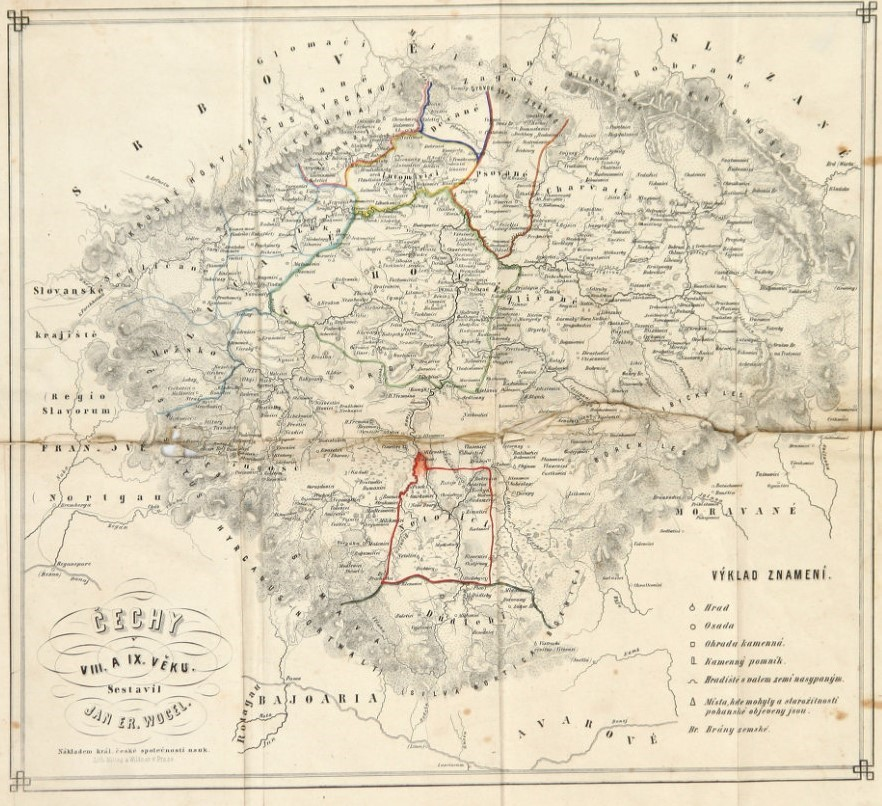
Jan Erazim Vocel: Čechy VIII. a IX. věku (tisk Mittag a Wildner)